# 瓦拉爾區
11°30′00″S 77°12′36″W / 11.50000°S 77.21000°W
瓦拉爾區（西班牙語：Distrito de Huaral），是秘魯的一個區，位於該國中南部利馬大區的瓦拉爾省，始建於1890年10月31日，面積665.6平方公里，2005年人口86,844，人口密度每平方公里130人。